# アエロメヒコ航空229便墜落事故
アエロメヒコ航空229便墜落事故（アエロメヒコこうくう229びんついらくじこ）は、1973年6月20日に発生した航空事故である。モンテレイ国際空港からプエルト・バヤルタ国際空港へと向かっていたアエロメヒコ航空229便（マクドネル・ダグラス DC-9-15）がプエルト・バヤルタ国際空港へのアプローチ中に墜落し、乗員乗客27人全員が死亡した。

## 事故機
事故機のマクドネル・ダグラス DC-9-15（XA-SOC）は製造番号47100として製造され、1967年に初飛行した。エンジンはプラット・アンド・ホイットニー JT8D-7Aを搭載していた。

## 事故の経緯
229便はテキサス州ヒューストンのヒューストン・インターコンチネンタル空港を出発し、メキシコのモンテレイ国際空港、プエルト・バヤルタ国際空港を経由してメキシコ・シティ国際空港へ向かう予定であった。229便はプエルト・バヤルタ国際空港へのアプローチ中に滑走路04への進入と着陸が許可された。22時47分、着陸進入中に同機はプエルト・バヤルタ国際空港の南東20マイル（32km）地点にあるラス・ミナス山の側面に激突し乗員乗客27人全員が死亡した。